# Ulme (Chamusca)
Ulme ist eine Gemeinde (Freguesia) im portugiesischen Kreis Chamusca. In ihr leben 1000 Einwohner (Stand 19. April 2021).